# Rifugio antiaereo di Piazza Risorgimento
Il rifugio antiaereo di piazza Risorgimento a Torino è uno dei più grandi tra i 21 ricoveri pubblici costruiti tra il 1942 e il 1944. Fu utilizzato durante i bombardamenti aerei della seconda guerra mondiale.

## La costruzione e l’utilizzo durante la Seconda guerra mondiale
Il rifugio antiaereo di piazza Risorgimento fu edificato alla fine del 1943. Questa struttura fu uno dei primi rifugi realizzati nel capoluogo piemontese. Difatti, a pochi giorni dall’entrata in guerra, le strutture difensive volte alla protezione dei civili da attacchi aerei erano ancora scarse e non sufficienti per tutta la popolazione torinese dell’epoca, salvo alcuni rifugi pertinenti agli uffici pubblici, come il Municipio e la Prefettura. I ricoveri erano soltanto 781 e potevano contenere un massimo di 45.000 persone, su un totale di 703.000 abitanti. Dall'autunno del 1942, i frequenti bombardamenti su Torino misero in risalto il problema della scarsità di ricoveri, poiché fino a quel momento, la difesa aerea era stata affrontata dalle autorità non adeguatamente, senza una prospettiva chiara degli effetti disastrosi che i bombardamenti avrebbero provocato. Questa politica superficiale era testimoniata dalla costruzione di trincee scavate sul suolo pubblico, con lo scopo di difendere la popolazione dalle incursioni. Le stesse vennero demolite per la loro inefficacia, a partire dal dicembre del 1941.
 La città cercò di proteggersi dagli attacchi aerei ricorrendo alle cantine trasformate in ricoveri, agli infernotti  ed ai numerosi rifugi pubblici (di cui una ventina in costruzione per tutta la durata della guerra) ed allo sfollamento. Nel dicembre del 1944 Torino metteva a disposizione della cittadinanza ben 137 rifugi in grado di accogliere più di 46.000 persone. I rifugi definiti casalinghi differenziati da una R bianca dipinta vicino al portone (a partire dal 1936 il piano regolatore della città prevedeva che i palazzi di nuova costruzione fossero dotati di un rifugio che rispettasse il capitolato emanato dalla PAA) per poter essere riconoscibili,  erano divisi in due categorie: quelli normali e quelli di circostanza. I primi erano 955 e potevano accogliere più di 41.000 persone; i secondi, non a norma, erano circa 15.000.
 Sommando le capienze delle diverse tipologie di rifugi esistenti in città ( pubblici, casalinghi a norma e gli infernotti ) risultava che solo il 15% della popolazione potesse poter contare su un riparo sicuro. Esistevano altri rifugi pubblici a Torino, realizzati, prendendo ispirazione dal progetto iniziale del rifugio di piazza Risorgimento.
 Tra questi ricordiamo: giardini di Largo Sempione, l'ex area Mercato Generali di Via Giordano Bruno, il Parco Ruffini, Palazzo Campana e infine quello di Palazzo Civico. Alcuni di questi sono attualmente accessibili al pubblico in occasione di manifestazioni o visite guidate.

## Abbandono e riscoperta dal 1945 al presente
Nel 1945, dopo la guerra, il rifugio di piazza Risorgimento fu dimenticato per decenni. Negli anni Novanta, in concomitanza con il progetto di costruzione di un garage sotterraneo pertinenziale, vennero effettuati dei sondaggi per verificare le affermazioni di alcuni testimoni dell'epoca che asserivano la presenza di un rifugio antiaereo sotto piazza Risorgimento. Le ricerche iniziarono con la partecipazione della Circoscrizione 4 e del Vicesindaco di Torino, Domenico Carpanini, il quale si calò per primo, nel febbraio 1995, attraverso un buco di carotaggio, al centro della piazza. Venne quindi "riscoperto" il rifugio, invaso dalle radici delle paulonie, gli alberi presenti nella piazza sovrastante, che erano penetrate in profondità fino dentro le gallerie. Il sito è stato riaperto al pubblico nel 1995, in occasione dell'anniversario della Festa di Liberazione.
Attualmente sono possibili visite guidate e didattiche, a cura del Museo diffuso della Resistenza, della deportazione, della guerra, dei diritti e della libertà, in particolare in occasione dell’anniversario della Liberazione dell'Italia. Il Comitato di riqualificazione urbana Campidoglio Borgo Vecchio e l'Anpi hanno contribuito alla riscoperta del rifugio e alla riqualificazione della piazza Associazione Nazionale Partigiani d'Italia.
Nell'aprile 2013 il rifugio è stato chiuso per adeguamenti impiantistici e poi riaperto il 27 febbraio 2014.

## Caratteristiche del rifugio

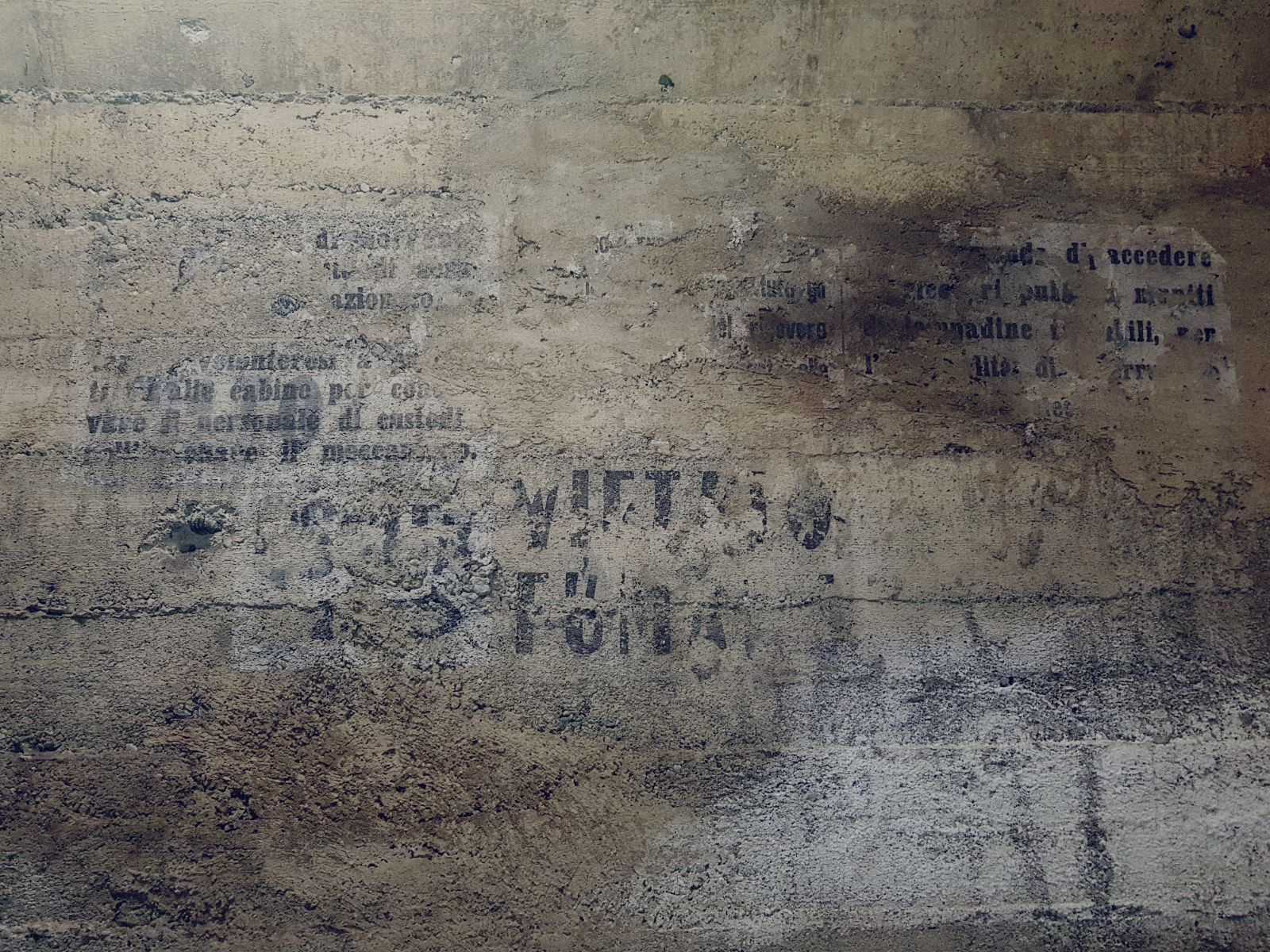
Cartelli relativi alle norme minime di comportamento, per poter garantire al meglio la sicurezza all’interno dei rifugi. Tra queste direttive si legge: “Vietato fumare” e “Il pubblico è pregato di mantenere la calma e di dimezzare tutti gli spazi nell’interno del ricovero al fine di consentire posto alle persone che seguono.”

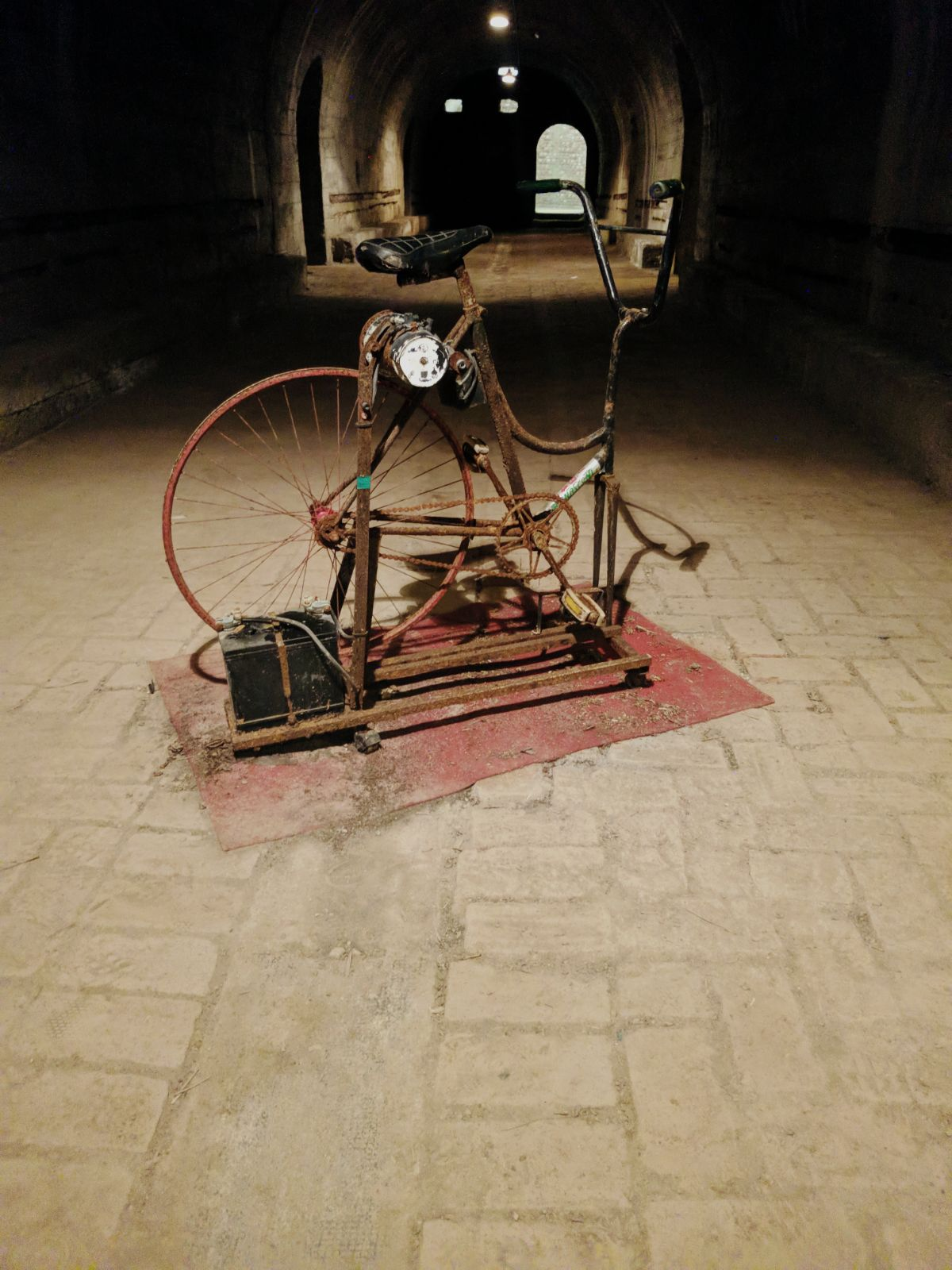
Bicicletta "energetica"

Il rifugio antiaereo di Piazza Risorgimento fu uno dei 42 ricoveri pubblici costruiti a cura del Comune con tecniche anti-bomba, cioè costruito in cemento armato, con muri dallo spessore di 80 cm.
 Questa struttura è composta da tre gallerie parallele lunghe circa 40 metri e larghe 4,5 e alte 3,30 m, collegate da otto passaggi e poste a una profondità di 12 metri e poteva ospitare 1150 persone. In realtà durante gli allarmi spesso la capienza veniva raddoppiata. Il rifugio venne progettato per occupare una superficie di 700 m² e avere quattro entrate ma, nel progetto proposto successivamente e realizzato, furono apportate alcune modifiche optando per una soluzione ridotta: i metri quadrati divennero circa 550, i bagni vennero mantenuti soltanto da un lato e le entrate furono ridotte a due, quelle sul lato di via Rosta.
 L'illuminazione, in caso di emergenza, era generata da una dinamo a pedali, azionata da una bicicletta appositamente modificata. La struttura ipogea presenta entrate con rampe di scale che permettono di raggiungere il vero corpo del rifugio. All'interno delle gallerie erano poste le panche lungo le pareti: nel primo modulo di ingresso si trovano i servizi igienici, collocati in un corridoio trasversale. All’interno si possono ancora leggere sulle pareti le norme di comportamento da adottare durante i bombardamenti mentre all’esterno la struttura era protetta da un grande terrapieno.